# Al treilea cer
Al treilea cer este un concept din mitologia evreiască din timpul perioadei celui de-al Doilea Templu (200 î.Hr. - 70 AD).

## Apocalipsa lui Moise
Apocalipsa lui Moise (Viața lui Adam și Eva)  este o poveste mitică a bolii și morții lui Adam. În Apocalipsa lui Moise capitolul 37, arhanghelul Mihail îngroapă trupul lui Adam în Paradis, în al treilea cer, pentru a aștepta învierea sa în slavă.
În Cartea tainelor lui Enoh 8.5  se arată că paradisul celor neprihăniți este al treilea cer.[2]

## 2 Corinteni
Pavel scrie:
2 Corinteni 12:2 Cunosc un om în Hristos, care, acum patrusprezece ani, a fost răpit până în al treilea cer (dacă a fost în trup nu știu; dacă a fost fără trup, nu știu: Dumnezeu știe).